# Popis hrvatskih veleposlanika u Mozambiku
Republika Hrvatska i Republika Mozambik održavaju diplomatske odnose od 23. kolovoza 1996. Sjedište veleposlanstva je u Pretoriji.

## Veleposlanici
Hrvatska nema rezidentno veleposlanstvo u Mozambiku. Veleposlanstvo RH u Republici Južnoj Africi pokriva Bocvanu, Burundi, Kenija, Komore, Lesoto, Madagaskar, Malavi, Mauricijus, Mozambik, Namibiju, Ruandu, Sejšele, Svazi, Ujedinjenu Republiku Tanzaniju, Ugandu, Zambiju i Zimbabve.
| Veleposlanik           | Postavljenje        | Opoziv             | Sjedište |
| ---------------------- | ------------------- | ------------------ | -------- |
| Tvrtko Andrija Mursalo | 11. studenoga 1998. | 1. kolovoza 1999.  | Pretoria |
| Matko Županić          | 5. lipnja 2002.     | 31. prosinca 2005. | Pretoria |
| Ivan Picukarić         | 16. ožujka 2006.    | 31. prosinca 2010. | Pretoria |
| Nenad Prelog           | 16. prosinca 2014.  |                    | Pretoria |

## Vanjske poveznice
- Mozambik na stranici MVEP-a